# 兰姓
兰姓，是中文姓氏之一，不属于《百家姓》，人口比例较低。

## 起源
经文献记载的各民族兰姓起源繁多。
漢族蘭姓，《通志·氏族略》记述，春秋时期郑国君主郑穆公名为子兰，其庶子女以父亲名字中的“兰”字作为姓氏，成为兰姓的起源；楚庄王幼子名为子兰，庶出子女同样以父名为姓，为兰姓另一起源。此外，春秋时期有卿大夫食采（受封）于楚国兰邑（现山东省枣庄市），后世子孙遂以封地名称为氏。
彝族、土家族、满族、回族、壮族、瑶族、蒙古族、俄罗斯族、畲族等少数民族也有兰姓人口，起源各异。元朝有官员名为谙都刺，中文音译为“兰”，故子孙以此作为姓氏，是回族兰姓的起源。五胡十六国时期，兰氏为汉国匈奴四姓之一。兰姓还是多个少数民族姓氏汉化的产物，据《魏书·官氏志》和其他文献记载，已知有演变为兰姓的少数民族姓氏如下：
| 民族           | 曾演变为兰姓的姓氏                                         |
| -------------- | ---------------------------------------------------------- |
| 鲜卑族         | 乌桓氏、乌落兰氏、是兰氏（又写作是连氏）、乌石兰氏、仆兰氏 |
| 匈奴（休屠部） | 拔列兰氏、乌洛兰氏                                         |
| 蒙古族         | 喀喇氏、扎赖氏、乌兰氏                                     |
| 满族           | 额哲氏、辉罗氏、拉库勒氏                                   |
| 达斡尔族       | 必喇氏、瓦兰氏                                             |
| 古羌族         | 白兰氏                                                     |
| 裕固族         | 兰恰克氏                                                   |

另外，有部分兰姓人口本来为蓝姓，但两个姓氏的血统源流截然不同。改姓有多个原因，例如广西梧州市蒙山县新坪大兰村、岭祖村的兰姓人口，祖上原姓蓝，因犯罪而改为兰姓。当代也常有混肴兰姓与蓝姓的情况，把兰姓当作蓝姓的简化字来使用（尤其是在二简字推出后），甚或因为误用而不小心改掉自己的姓氏，而政府部门办理证件时也将错就错。一些原姓蓝的兰姓人已向政府申请改回蓝姓。

## 人口
兰姓人口比例较低，截至2008年，中国共有84万兰姓人口，在所有中文姓氏当中排行第154名。兰姓分布广泛，遍布全中国大陆，而台湾和东南亚各地亦有兰姓人口。中国大陆最多兰姓人口的地区为湖南、福建、江西三省，占57%。山西省临汾市洪洞县、湖南省湘西土家族苗族自治州龙山县及永州市宁远县、浙江省舟山市普陀区等不少地方的大小村落均有地名取自兰姓。

## 延伸阅读
[在维基数据编辑]
 《欽定古今圖書集成·明倫彙編·氏族典·蘭姓部》，出自陈梦雷《古今圖書集成》